# Mistelgau
Mistelgau è un comune tedesco di 3 918 abitanti, situato nel land della Baviera.